# Lycodonomorphus obscuriventris
Espèce
Synonymes
- Lycodonomorphus whytii obscuriventris Fitzsimons, 1963

Lycodonomorphus obscuriventris est une espèce de serpents de la famille des Lamprophiidae. 

## Répartition
Cette espèce se rencontre :
- au Mozambique ;
- dans le nord-est de l'Afrique du Sud ;
- dans le sud du Malawi ;
- dans le sud-est du Zimbabwe.

## Description
C'est un serpent ovipare.

## Publication originale
- FitzSimons, 1963 : A new subspecies of water-snake from Kruger National Park. Koedoe, vol. 7, p. 26-29 (texte intégral).